# Crocanthes xanthorrhea
Crocanthes xanthorrhea is een vlinder uit de familie van de Lecithoceridae. De wetenschappelijke naam van de soort is voor het eerst geldig gepubliceerd in 1954 door Diakonoff.